# Amsterdam Nieuw-West
Amsterdam Nieuw-West è uno stadsdeel di Amsterdam. Ha una popolazione di 135.188 persone e si estende su 32,38 km². Confina a nord con Amsterdam-Westpoort, a est con Amsterdam-West e a sud-est con Amsterdam-Zuid.
Amsterdam Nieuw-West è stata costruita dopo la seconda guerra mondiale come parte del Piano Generale di Espansione del 1935. Le Western Garden Cities sono state costruite negli anni '50 e '60. Al centro dell'area si trova il lago artificiale Sloterplas, scavato per l'estrazione della sabbia allo scopo di innalzare gli edifici dei quartieri circostanti. Anche il Nieuwe Meer (Nuovo Lago) è stato scavato a una profondità di circa 30 metri per l'estrazione della sabbia. Sloterplas con il circostante Sloterpark formano il cuore delle Western Garden Cities.
Le Western Garden Cities includono: Slotermeer, Geuzenveld, Slotervaart, Overtoomse Veld e Osdorp. Negli anni '90 sono state realizzate diverse nuove espansioni a Nieuw-West: i quartieri di Oostoever Sloterplas, Nieuw Sloten e De Aker.

## Quartieri dello stadsdeel di Amsterdam Nieuw-West
| Immagine | Nome                                                           | Mappa |
| -------- | -------------------------------------------------------------- | ----- |
|          | Delflandpleinbuurt                                             |       |
|          | Koningin Wilhelminaplein                                       |       |
|          | Geuzenveld                                                     |       |
|          | Eendracht                                                      |       |
|          | Lutkemeer e Ookmeer                                            |       |
|          | Middelveldsche Akkerpolder e Middelveldsche Akkerpolder/Sloten |       |
|          | Nieuw Sloten                                                   |       |
|          | Oostoever                                                      |       |
|          | Osdorp-Oost                                                    |       |
|          | Osdorp-Midden                                                  |       |
|          | Overtoomse Veld                                                |       |
|          | De Punt                                                        |       |
|          | Spieringhorn                                                   |       |
|          | Slotermeer-Noordoost                                           |       |
|          | Slotermeer-Zuidwest                                            |       |
|          | Sloterparkwijk                                                 |       |
|          | Sloterpoort                                                    |       |
|          | Staalmanpleinbuurt                                             |       |